# Damián Musto
Damián Marcelo Musto  (Casilda, provincia de Santa Fe, Argentina, 9 de junio de 1987) es un futbolista argentino que juega de centrocampista en el F. C. Cartagena de la Segunda División de España. 

## Trayectoria
Se inició en el Club Atlético Alumni de Casilda y como profesional en Quilmes a la edad de 18 años en el año 2005. Tres años después, en 2008, pasó a jugar en Atlético Tucumán.
En el verano de 2010 fue transferido al Spezia, de Italia, donde disputó la Lega Pro Prima Divisione, torneo de tercera categoría del fútbol de ese país europeo.
Tras una temporada en el fútbol italiano, en 2011 retornó a Argentina para jugar en Olimpo.

### Rosario Central
En julio de 2014 pasó al Club Atlético Rosario Central firmando un contrato que lo ligaba a la institución por un año y medio con opción de compra. Su debut en Rosario Central fue contra Quilmes, equipo que lo formó como futbolista, el 8 de agosto de 2014. En 2015, fue titular en casi todos los partidos haciendo dupla con Nery Domínguez; fue muy importante para el equipo.

### Club Tijuana
En julio de 2017 fue transferido al conjunto de Baja California, el Club Tijuana.

### Sociedad Deportiva Huesca
En julio de 2018 llegó al club español recientemente ascendido a Primera y dirigido por el argentino Leo Franco. Anteriormente, Racing Club quería contar con los servicios del jugador. La opción de compra obligatoria se ejerció la temporada siguiente.

### Brasil y Uruguay
El 30 de diciembre de 2019 fue enviado a préstamo al S. C. Internacional de la Serie A de Brasil por toda la temporada 2020.
Sin entrar en los planes de la S. D. Huesca desde su regreso, el 14 de abril de 2021 se anunció su llegada a C. A. Peñarol.

### Regreso a España
El 25 de julio de 2022 firmó por el F. C. Cartagena por una temporada más otra opcional.

## Estadísticas
Actualizado al último partido disputado el 7 de diciembre de 2022.
| Quilmes Argentina                           | 1.ª           | 2005-06       | 1   | 0 |    |   |    |   | 1   | 0  | 0.00 |
| Quilmes Argentina                           | 1.ª           | 2006-07       | 15  | 0 |    |   |    |   | 15  | 1  | 0.07 |
| Quilmes Argentina                           | 2.ª           | 2007-08       | 28  | 0 |    |   |    |   | 28  | 0  | 0    |
| Quilmes Argentina                           | Total club    | Total club    | 44  | 0 |    |   |    |   | 44  | 1  | 0.02 |
| Atlético Tucumán Argentina                  | 2.ª           | 2008-09       | 30  | 0 |    |   |    |   | 30  | 0  | 0    |
| Atlético Tucumán Argentina                  | 1.ª           | 2009-10       | 26  | 0 |    |   |    |   | 26  | 0  | 0    |
| Atlético Tucumán Argentina                  | Total club    | Total club    | 56  | 0 |    |   |    |   | 56  | 0  | 0    |
| Spezia Calcio · Italia                      | 3.ª           | 2010-11       | 14  | 0 |    |   |    |   | 14  | 0  | 0    |
| Spezia Calcio · Italia                      | Total club    | Total club    | 14  | 0 |    |   |    |   | 14  | 0  | 0    |
| Club Olimpo Argentina                       | 1.ª           | 2011-12       | 24  | 0 | 3  | 0 |    |   | 27  | 0  | 0    |
| Club Olimpo Argentina                       | 2.ª           | 2012-13       | 34  | 2 | 2  | 0 |    |   | 36  | 2  | 0.06 |
| Club Olimpo Argentina                       | 1.ª           | 2013-14       | 34  | 3 |    |   |    |   | 34  | 3  | 0.09 |
| Club Olimpo Argentina                       | 1.ª           | 2014          |     |   | 1  | 0 |    |   | 1   | 0  | 0    |
| Club Olimpo Argentina                       | Total club    | Total club    | 92  | 5 | 6  | 0 |    |   | 98  | 5  | 0.05 |
| Rosario Central Argentina                   | 1.ª           | 2014          | 16  | 1 | 4  | 0 | 2  | 0 | 22  | 1  | 0.04 |
| Rosario Central Argentina                   | 1.ª           | 2015          | 20  | 0 | 4  | 0 | -  | - | 24  | 0  | 0    |
| Rosario Central Argentina                   | 1.ª           | 2016          | 12  | 1 | -  | - | 9  | 0 | 21  | 1  | 0.05 |
| Rosario Central Argentina                   | 1.ª           | 2016-17       | 21  | 0 | 4  | 1 | -  | - | 25  | 1  | 0.04 |
| Rosario Central Argentina                   | Total club    | Total club    | 69  | 2 | 12 | 1 | 11 | 0 | 92  | 3  | 0.03 |
| Club Tijuana · México                       | 1.ª           | 2017-18       | 33  | 1 | 3  | 0 | 4  | 0 | 40  | 1  | 0.02 |
| Club Tijuana · México                       | Total club    | Total club    | 33  | 1 | 3  | 0 | 4  | 0 | 40  | 1  | 0.02 |
| S. D. Huesca · España                       | 1.ª           | 2018-19       | 24  | 0 | 1  | 0 | 0  | 0 | 25  | 0  | 0    |
| S. D. Huesca · España                       | Total club    | Total club    | 24  | 0 | 1  | 0 | 0  | 0 | 25  | 0  | 0    |
| S. C. Internacional · Brasil                | 1.ª           | 2020          | 23  | 1 | 2  | 0 | 9  | 0 | 34  | 1  | 0.03 |
| S. C. Internacional · Brasil                | Total club    | Total club    | 23  | 1 | 2  | 0 | 9  | 0 | 34  | 1  | 0.03 |
| C. A. Peñarol · Uruguay                     | 1.ª           | 2021          | 24  | 0 | -  | - | 8  | 0 | 32  | 0  | 0.00 |
| C. A. Peñarol · Uruguay                     | 1.ª           | 2022          | 17  | 0 | -  | - | 5  | 0 | 22  | 0  | 0.00 |
| C. A. Peñarol · Uruguay                     | Total club    | Total club    | 41  | 0 | 0  | 0 | 13 | 0 | 54  | 0  | 0.00 |
| FC Cartagena · España                       | 2.ª           | 2022-23       | 16  | 0 | 0  | 0 | 0  | 0 | 16  | 0  | 0    |
| FC Cartagena · España                       | Total club    | Total club    | 16  | 0 | 0  | 0 | 0  | 0 | 16  | 0  | 0    |
| Total carrera                               | Total carrera | Total carrera | 363 | 9 | 24 | 1 | 29 | 1 | 416 | 11 | 0.03 |
| (3) No incluye goles en partidos amistosos. |               |               |     |   |    |   |    |   |     |    |      |

## Palmarés

### Premios nacionales
| Título             | Club             | País      | Año  |
| ------------------ | ---------------- | --------- | ---- |
| Nacional B         | Atlético Tucumán | Argentina | 2009 |
| Torneo Clausura    | C. A. Peñarol    | Uruguay   | 2021 |
| Primera División   | C. A. Peñarol    | Uruguay   | 2021 |
| Supercopa Uruguaya | C. A. Peñarol    | Uruguay   | 2022 |